# Behavioral blocker
Un behavior blocker è un programma di sicurezza, di solito installato nella memoria del computer, che agisce in modo completamente diverso da un antivirus.
Infatti a differenza di questi, che operano bloccando i file segnalati come virus cercando corrispondenze tra i dati presenti nel computer con un database di file, un behavior blocker invece agisce controllando i comportamenti di applicazioni, processi e procedure di installazione, schermando il sistema dalle azioni (comportamento) generalmente attuate da virus e malware: 
- scrittura su file eseguibili
- scrittura in settori di sistema
- modifica di chiavi del registro
- tunneling